# Oleg Salenko
Oleg Anatoljevič Salenko (rusko Олег Анатольевич Саленко, ukrajinsko Олег Анатолійович Саленко), rusko-ukrajinski nogometaš, * 25. oktober 1969, Leningrad, Sovjetska zveza.
Salenko je igral na poziciji napadalca. Najbolj je znan po rekordu, ki ga je postavil kot igralec ruske reprezentance na svetovnem prvenstvu 1994 v Združenih državah Amerike, kjer je na zadnji tekmi svojega moštva v skupinskem delu tekmovanja proti Kamerunu dosegel pet golov, s čimer je postal prvi in doslej edini igralec v zgodovini svetovnih prvenstev v nogometu, ki je dosegel pet golov na eni tekmi. Čeprav se Rusija ni uvrstila v izločilne boje, je Salenko s skupaj šestimi doseženimi goli osvojil tudi naslov najboljšega strelca svetovnega prvenstva 1994, ki si ga je podelil s Hristom Stojčkovim. S tem je še danes edini najboljši strelec svetovnih prvenstev v nogometu, katerega moštvo ni odigralo nobenega izločilnega boja.

## Klubska kariera
Salenko je bil rojen v Leningradu (danes Sankt Peterburg). Oče mu je bil Ukrajinec, mati pa Rusinja. Igralsko kariero je začel pri Zenitu v rojstnem mestu, nato pa leta 1988 prestopil h kijevskemu Dinamu. Oba kluba sta v tem času igrala v najvišji sovjetski ligi. Z Dinamom je leta 1990 osvojil sovjetski pokal, ko je v finalni tekmi s tremi goli prispeval k visoki zmagi svojega moštva proti moskovskemu Lokomotivu s 6:1.
Salenko je leta 1992 z Dinamom odigral prvo sezono kluba v samostojni ukrajinski ligi, ki se je končala s koledarskim letom. Januarja 1993 je sredi španske nogometne sezone prestopil k prvoligaškemu klubu Logroñés. V eni sezoni in pol pri Logroñésu je na 47 ligaških tekmah dosegel 23 golov. Leta 1994 je znotraj španske prve lige prestopil k Valenciji, kjer je v eni sezoni nastopil na 25 ligaških tekmah in dosegel sedem golov.
Po letu 1995 in prestopu k škotskemu klubu Glasgow Rangers je začel imeti številne težave s poškodbami. Leta 1996 je prestopil k turškemu klubu Istanbulspor, kjer je v dveh letih nastopil le na 18 ligaških tekmah, kljub temu pa dosegel 11 golov. Leta 1999 se je priključil španskemu drugoligaškemu klubu Córdoba, kjer je nastopil le na treh ligaških tekmah. Po eni sezoni je prestopil k poljskemu klubu Pogoń Szczecin, kjer je vpisal le en nastop na ligaških tekmah, nakar je leta 2001 pri 31 letih končal svojo igralsko kariero.

## Reprezentančna kariera
Salenko je v drugi polovici osemdesetih let 20. stoletja igral za več mladinskih izbranih vrst Sovjetske zveze. Leta 1989 je s Sovjetsko zvezo nastopil na svetovnem prvenstvu za igralce do 20 let. Na tem tekmovanju je dosegel pet golov na štirih tekmah in osvojil naslov najboljšega strelca, vendar se je njegovo moštvo poslovilo v četrtfinalu, kjer ga je po izvajanju enajstmetrovk izločila Nigerija.
Po razpadu Sovjetske zveze je najprej nastopil za ukrajinsko reprezentanco, saj je bil v tem času igralec Dinama iz Kijeva. Svoj edini nastop za Ukrajino je vpisal na prijateljski tekmi proti Madžarski 29. aprila 1992, ki jo je njegovo moštvo izgubilo z 1:3.
Po spremembi kluba in prestopu v špansko ligo je 17. novembra 1993 debitiral za rusko reprezentanco na kvalifikacijski tekmi za svetovno prvenstvo 1994 proti Grčiji, ki jo je njegovo moštvo izgubilo z 0:1. Leta 1994 je vpisal še štiri nastope na prijateljskih tekmah. Kljub temu, da je bil po petih odigranih tekmah za Rusijo še naprej brez doseženega gola, je bil uvrščen na seznam igralcev za svetovno prvenstvo 1994 v Združenih državah Amerike.
Rusija je svojo prvo tekmo skupinskega dela tekmovanja proti Braziliji izgubila z 0:2, Salenko pa je nastopil le kot nadomestni igralec v zadnjih dvajsetih minutah. Na drugi tekmi proti Švedski je bil v začetni postavi. V četrti minuti je iz enajstmetrovke prinesel svojemu moštvu vodstvo z 1:0 in s tem dosegel svoj prvi gol v sedmem nastopu za Rusijo. Švedska je rezultat preobrnila in na koncu zmagala s 3:1.
Priložnosti Rusije za uvrstitev v izločilne boje so bile pred zadnjo tekmo skupinskega dela proti Kamerunu slabe. Na koncu je Rusija dosegla visoko zmago s 6:1, vendar se ji s tremi osvojenimi točkami ni uspelo uvrstiti v izločilne boje. Salenko je že v prvem polčasu dosegel tri gole, v drugem polčasu pa še dva gola in podajo za končni izid. S tem je postal prvi igralec v zgodovini svetovnega prvenstva v nogometu, ki je na eni tekmi dosegel pet golov. Še danes je edini igralec s tovrstnim dosežkom na tem tekmovanju. Salenku je šest golov zadoščalo tudi za osvojitev naslova najboljšega strelca svetovnega prvenstva 1994, ki si ga je podelil z bolgarskim reprezentantom Hristom Stojčkovim. Bolgarija se je uvrstila v polfinale, zaradi česar je Stojčkov odigral štiri tekme več kot Salenko, ki je še naprej edini najboljši strelec v zgodovini svetovnih prvenstev v nogometu, katerega moštvo se ni uvrstilo v izločilne boje. Poleg tega je Salenko do današnjega dne edini nogometaš, ki je osvojil naslov najboljšega strelca tako na svetovnem prvenstvu za reprezentance do 20 let kot tudi na svetovnem prvenstvu za A-reprezentance. Tekma proti Kamerunu je bila njegov zadnji nastop za reprezentanco.